# Connexité (droit)
Pour les articles homonymes, voir Connexité.
En droit, l'exception de connexité est soulevée par l’article 101 du Code de procédure civile, qui dispose que "s’il existe entre des affaires portées devant 2 juridictions différentes, un lien tel qu’il soit de l'intérêt d’une bonne justice de les faire instruire et juger ensemble.” Dans ce cas, il peut être demandé à l'une des juridictions de se dessaisir et de renvoyer, en l’état la connaissance de l’affaire à l’autre juridiction. Cette exception peut être soulevée en tout état de cause
Sous la notion de jonction on retrouve la connexité. Pour opérer la distinction, on regardera si les affaires sont portées devant la même juridiction ou sur 2 juridictions différentes. 
Les applications diffèrent suivant s'il s'agit d'affaires civiles ou pénales.

## Application suivant les pays

### En droit français

#### Matière pénale
En France, la notion de connexité est décrite à l'article 203 du Code de procédure pénale.
« Les infractions sont connexes soit lorsqu'elles ont été commises en même temps par plusieurs personnes réunies, soit lorsqu'elles ont été commises par différentes personnes, même en différents temps et en divers lieux, mais par suite d'un concert formé à l'avance entre elles, soit lorsque les coupables ont commis les unes pour se procurer les moyens de commettre les autres, pour en faciliter, pour en consommer l'exécution ou pour en assurer l'impunité, soit lorsque des choses enlevées, détournées ou obtenues à l'aide d'un crime ou d'un délit ont été, en tout ou partie, recelées. »
— Article 203 du Code de procédure pénale (définition de la connexité)
La connexité a des conséquences sur la prescription de l'action publique. Ainsi, « Lorsque deux infractions sont connexes, un acte interruptif de prescription concernant l'une d'elles a nécessairement le même effet à l'égard de l'autre. Les faits reprochés au médecin qui n'a pas révélé la contamination par le virus VIH du sang antérieurement transfusé, lors d'une intervention chirurgicale, à son patient depuis décédé du sida, présentent un lien de connexité avec ceux d'homicide involontaire dénoncés par la partie civile qui, dans sa plainte, imputait notamment au médecin l'absence de contrôle, après l'opération, de la séropositivité du malade alors qu'il présentait des complications médicales ».

#### Matière civile
Les conséquences en matière civile sont décrites aux articles 101 et suivants du Code de procédure civile.

### En droit québécois
La notion de connexité (ou source connexe) est utilisée dans le Code de procédure civile du Québec, notamment aux articles 172, 210, 547, 550 et 575 CPC.